# Доленко, Михаил Нестерович
Михаил Нестерович Доленко (18 мая 1926 — 2 сентября 1972) — советский и белорусский тренер по греко-римской борьбе, заслуженный тренер БССР, судья Всесоюзной категории, фронтовик.

## Биография
Родился в 1926 году. Участвовал в Великой Отечественной войне в составе танкового подразделения, с которым дошёл до Вены. За военные заслуги награждён орденом Красной Звезды и медалями «За отвагу», «За боевые заслуги» и «За взятие Вены». После войны посвятил себя спортивной карьере в классической (греко-римской) борьбе, где стал неоднократным чемпионом области и республики, призёром всесоюзных соревнований.
В 1950 году организовал секцию классической борьбы в городе Калинковичи, спустя некоторое время он создал и возглавил детско-юношескую спортивную школу, благодаря которой греко-римская борьба стала популярным видом спорта в регионе. За свою тренерскую карьеру подготовил 27 мастеров спорта, включая 2 мастеров спорта международного класса. Его воспитанники успешно выступали на республиканских и всесоюзных соревнованиях. В 1968 году он был назначен старшим тренером молодёжной сборной БССР.
Среди учеников: заслуженный тренер Республики Беларусь Виктор Копылов и заслуженный тренер России Вячеслав Степаненко.
Михаил Доленко внезапно скончался 2 сентября 1972 года в возрасте 46 лет. В его память в Калинковичах ежегодно проводится турнир по греко-римской борьбе.

## Награды и звания
- Орден Красной Звезды
- Медаль «За отвагу»
- Медаль «За боевые заслуги»
- Медаль «За взятие Вены»
- Заслуженный тренер БССР (1967)
- Судья Всесоюзной категории (1964)